# 乌利坎
乌利坎（羅馬化：Ulʹkan）是俄罗斯伊尔库茨克州的工人村（市级镇），属卡扎钦斯科-连斯基区，位于勒拿河流域内基廉加河沿岸地区，乌利坎河在该地附近流入该河。在区行政中心卡扎钦斯科耶南偏东、州府伊尔库茨克东北方。
该地2021年人口有4,676人；2010年人口5,412；2002年人口5,853；1989年人口9,152。